# Albana m-griseum
Albana m-griseum is een keversoort uit de familie van de boktorren (Cerambycidae). De wetenschappelijke naam van de soort werd voor het eerst geldig gepubliceerd in 1846 door Mulsant.